# جاين لين
جاين لين (بالإنجليزية: Jani Lane)‏ (و. 1964 – 2011 م) هو مغن مؤلف، وملحن، وعازف بيانو، وDrummer (disambiguation) ‏ أمريكي، ولد في آكرون، يستخدم آلات طقم طبول، توفي في لوس أنجلوس، عن عمر يناهز 47 عاماً.

## وصلات خارجية
- جاين لين على موقع IMDb (الإنجليزية)
- جاين لين على موقع ميوزك برينز (الإنجليزية)
- جاين لين على موقع قاعدة بيانات برودواي على الإنترنت (الإنجليزية)
- جاين لين على موقع إن إن دي بي (الإنجليزية)
- جاين لين على موقع أول ميوزيك (الإنجليزية)
- جاين لين على موقع ديسكوغز (الإنجليزية)
- جاين لين على موقع قاعدة بيانات الفيلم (الإنجليزية)

- جاين لين في قاعدة بيانات الأفلام على الإنترنت